# Iegórovo (Tomsk)
Iegórovo (en rus: Егорово) és un poble de l'óblast de Tomsk, a Rússia, que el 2021 tenia 64 habitants.